# Watkin's Tower
La Watkin's Tower, anche conosciuta come Watkin's Folly, era una torre di ferro mai completata e collocata nel distretto di Wembley Park (allora Middlesex) a Londra, in Inghilterra. Primo di una serie di edifici ispirati alla Torre Eiffel costruiti nel Regno Unito, la Watkin's Tower avrebbe dovuto superare in altezza l'edificio francese raggiungendo i 358 metri di altezza in risposta al capolavoro ingegneristico di Gustave Eiffel. Tuttavia, dopo essere iniziata nel 1893, la torre non fu mai completata e venne abbattuta nel 1907, anno in cui raggiunse i 47 metri di altezza. Oggi l'area su cui fu eretta la torre è occupata dal Wembley Stadium.

## Storia

### Origini

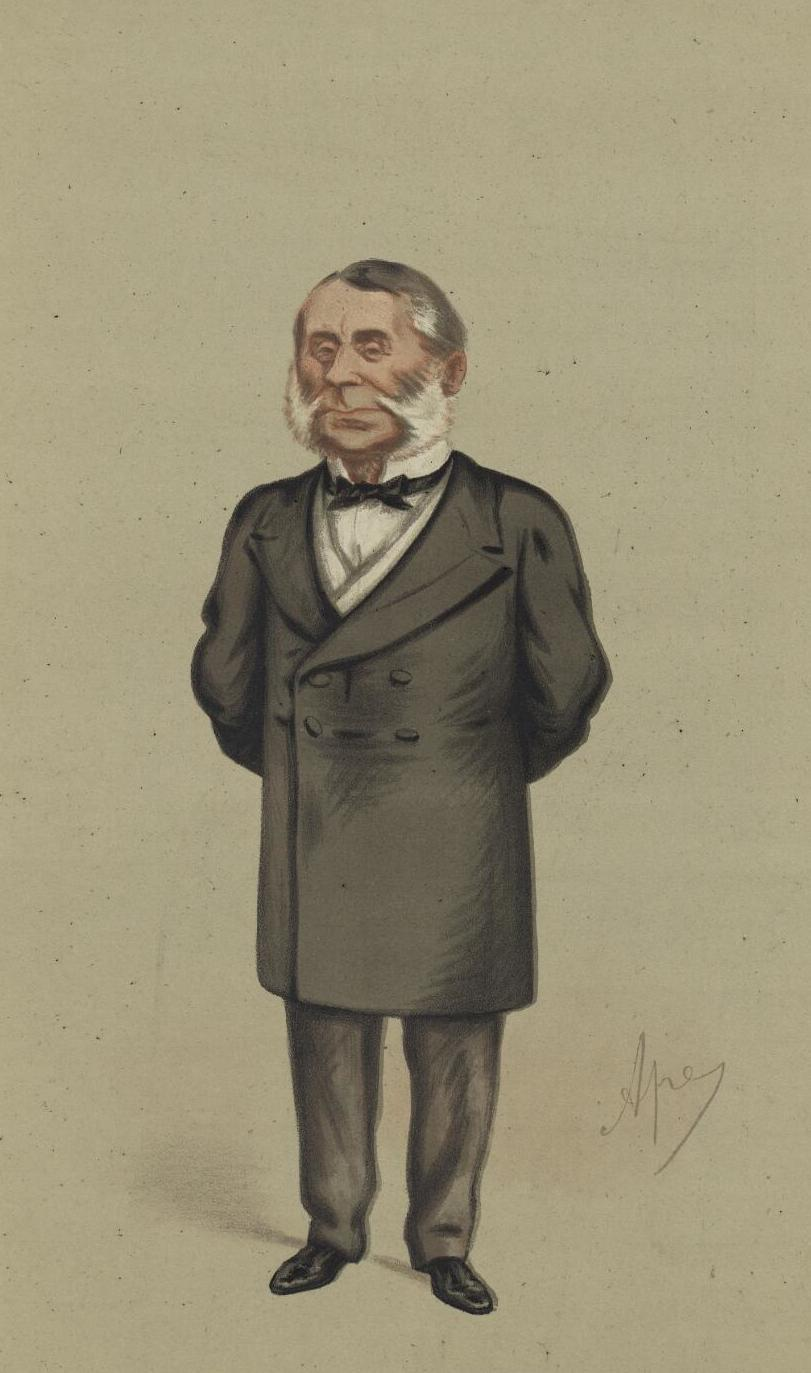
Caricatura di Edward Watkin di Carlo Pellegrini (1875)

Sir Edward Watkin (1819-1901) era un ricchissimo parlamentare britannico nonché un ambizioso e visionario imprenditore ferroviario, detentore di nove diverse compagnie ferroviarie britanniche (fra cui la Metropolitan Railway, una società di trasporti che in seguito sarebbe diventata l'attuale linea Metropolitan) e di vari progetti di ingegneria ferroviaria su larga scala di cui si serviva per soddisfare le sue aspirazioni commerciali. Watkin volle ad esempio costruire un tunnel sotto il Canale della Manica con l'intento di collegare le sue linee alla rete ferroviaria francese (un progetto destinato però a fallire) e riuscì ad inaugurare la Great Central Main Line, progettata per permettere ai treni francesi, di più grandi dimensioni rispetto a quelli inglesi, di accedere oltremanica.
Watkin desiderava attirare un grande numero di passeggeri sui suoi treni e stava estendendo in modo aggressivo le sue reti ferroviarie nel Buckinghamshire. Sperava anche di avviare un business incentrato sul trasporto dei londinesi nelle aree di campagna circostanti e decise pertanto di aprire un'attrazione a cui si potesse giungere con i suoi mezzi di trasporto. A tal fine, l'imprenditore acquistò un tratto di terra vicino a un villaggio rurale dell'allora Middlesex (oggi Wembley), che era adiacente al percorso della ferrovia metropolitana, con l'obiettivo di costruire un parco dei divertimenti includente laghi navigabili, una cascata, giardini ornamentali, e campi da cricket e da calcio. Il fulcro di tale area sarebbe stata un'altissima torre metallica collocata a soli 12 minuti a piedi dalla stazione di Baker Street e che avrebbe offerto una vista panoramica sulla campagna circostante.
Il pubblico pagante avrebbe dovuto accedere a Wembley Park e alla torre via treno, per poi giungere alla nuova stazione di Wembley Park (che la Metropolitan Railway di proprietà dello stesso Watkin fece costruire appositamente per l'attrazione) e furono aggiunte delle nuove piattaforme per gestire le grandi folle che si sarebbero riversate nel parco. La stazione fu aperta fra il 1893 e il 1894.

### Design e concezione

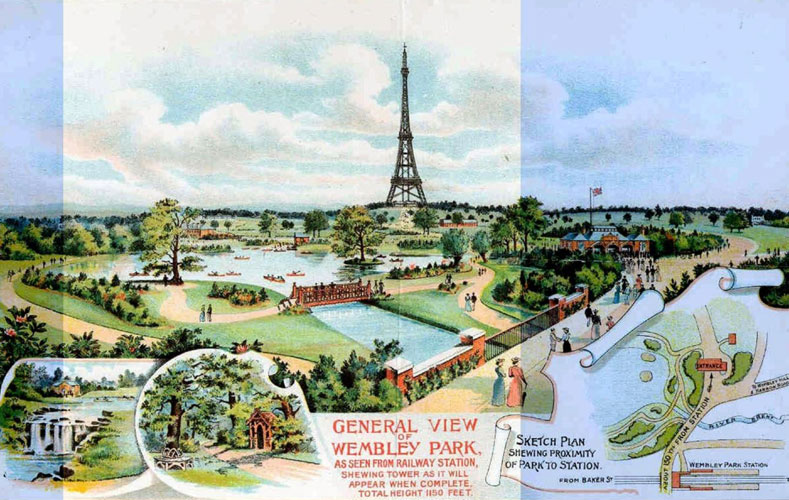
Disegno raffigurante il Wembley Park e la Watkin's Tower (ca. 1894)

Watkin volle che la sua torre fosse simile ma più grande della Torre Eiffel di Parigi (egli asserì che "qualsiasi cosa fa Parigi, Londra può farla meglio"), da poco costruita a Parigi in occasione dell'Expo 1889, e proprio per tale ragione chiese allo stesso Gustave Eiffel di progettare la struttura. Tuttavia, l'ingegnere rifiutò asserendo che, se avesse progettato la torre di Watkin, i suoi connazionali "non lo avrebbero più considerato un buon francese."
Nel 1890 si tenne un bando di concorso di progettazione architettonica e furono presentati 68 progetti diversi. Alcune delle proposte più stravaganti includevano una torre da 1 milione di sterline ispirata alla Torre di Pisa, una struttura dotata di "un paracadute speciale in grado di contenere quattro persone" e una torre con una ferrovia a spirale che avrebbe percorso le pareti esterne dell'edificio. Un altro progetto, che avrebbe incluso un modello in scala 1/12 della Piramide di Cheope, fu concepita come un'ideale "colonia per vegetariani ad alta quota che coltivano il loro cibo su appositi giardini pensili". Tuttavia, il progetto vincente fu il numero 37 dei londinesi Stewart, MacLaren e Dunn, che proposero una torre esteticamente simile a quella parigina, ma più alta di oltre quaranta metri e che si sarebbe eretta su otto pilastri portanti.
Watkin formò la International Tower Construction Company per gestire il progetto e fece supervisionare la costruzione all'ingegnere civile Benjamin Baker, che era già coinvolto nella progettazione del Forth Bridge e della vecchia diga di Assuan. Dopo aver chiesto senza fortuna una pubblica sottoscrizione per finanziare la torre, la società fu costretta a finanziare il progetto con i propri fondi e Watkin decise di rimodellare il progetto iniziale al fine di risparmiare sui costi, riducendo a quattro gli otto pilastri su cui si sarebbe dovuta erigere originariamente la struttura. Le fondamenta furono gettate nel 1892 e i lavori iniziarono nel giugno dell'anno seguente. Dopo essere stato inizialmente adibito con un campo da cricket e un lago navigabile destinati ai primi visitatori, il Wembley Park fu ufficialmente aperto nel maggio 1894 e visitato da 12.000 visitatori durante l'anno seguente.

### Inaugurazione e demolizione

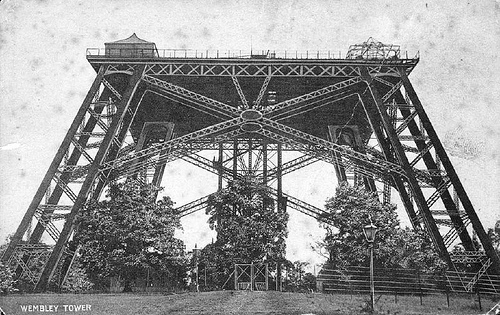
Fotografia che raffigura l'unica sezione completata della torre

Nel settembre del 1895 fu completata la prima sezione della torre, che si trovava a circa 47 metri di altezza. Nonostante ciò, la costruzione della Watkin's Tower procedeva più lentamente del previsto, Watkin fu costretto a ritirarsi dalla vita pubblica a causa di problemi di salute (morirà pochi anni più tardi, nel 1901) e le fondamenta della torre non riuscivano a sostenere l'enorme pressione esercitata dalla costruzione (una conseguenza causata dalla scelta di ridurre il numero di gambe della torre). Nel 1899, la società di costruzioni della Watkin Tower non riuscì a finanziare ulteriormente il progetto e fu liquidata. Nel 1902, il sito fu ufficialmente dichiarato "non sicuro" e chiuso al pubblico. La sezione già completata della torre fu fatta demolire con la dinamite nel 1907.
Sebbene il progetto della Watkin's Tower si fosse rivelato un fallimento, l'area circostante continuò a essere una popolare area ricreativa. Nel 1923, fu costruito il Wembley Stadium nell'area un tempo occupata dalla torre. L'impianto sportivo verrà demolito e rimpiazzato da un nuovo omonimo stadio nel 2007.

## Descrizione

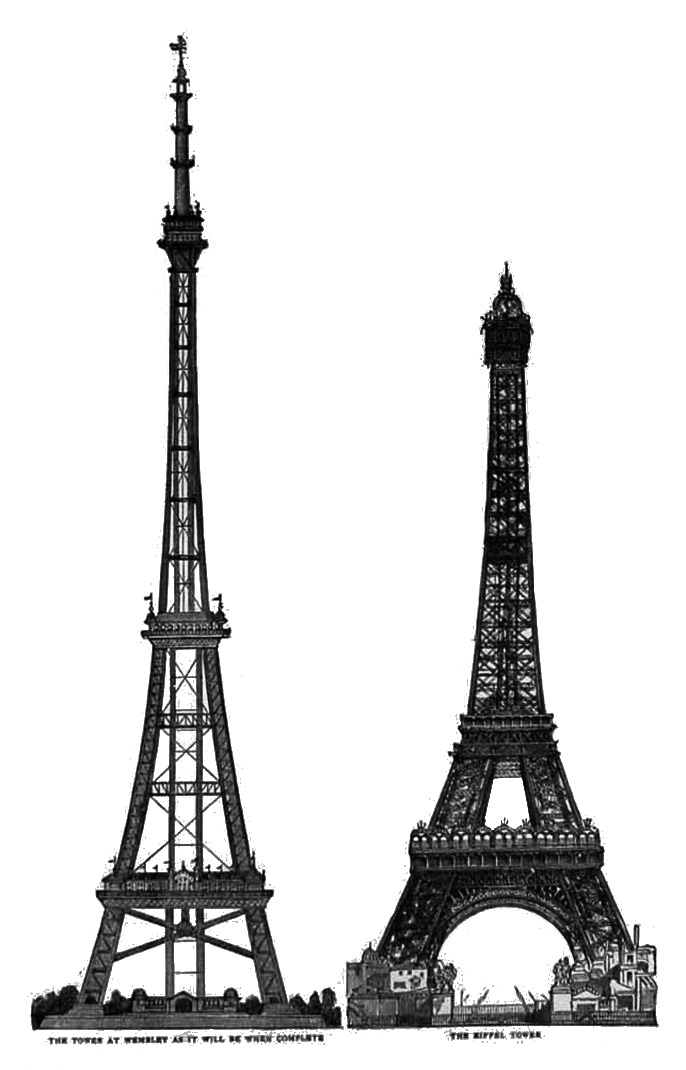
La Watkin's Tower (a sinistra) messa a confronto con la Torre Eiffel

Concepita a somiglianza della Torre Eiffel, la Watkin's Tower sarebbe dovuta essere una torre di tralicci metallici che, analogamente all'edificio parigino, si restringe con l'avanzare dell'altitudine assumendo una forma acuminata. Avrebbe dovuto raggiungere i 358 metri di altitudine (un'altezza di 46 metri superiore rispetto a quella della Torre Eiffel) e avrebbe scaricato il suo peso su quattro piloni lunghi 45,8 metri ciascuno. Stando alle intenzioni originarie, l'edificio sarebbe stato illuminato da un impianto elettrico e avrebbe presentato vari servizi fra cui due ponti di osservazione, ristoranti, teatri, sale da ballo, aree espositive, giardini d'inverno, bagni turchi e un albergo con 90 camere. La cima della torre sarebbe stata raggiungibile grazie a un sistema di ascensori e avrebbe dovuto includere un sanatorio all'aria aperta più un osservatorio astronomico privilegiato dall'aria più pulita offerta dall'altitudine.